# Kevin Grant
Kevin Grant (Willesden; 25 de julio de 1952) es un exjugador de fútbol canadiense nacido en Inglaterra. El 8 de mayo de 2014, fue incluido en el Salón de la Fama del Fútbol de Hamilton.

## Clubes
| Club                     | País           | Año       |
| ------------------------ | -------------- | --------- |
| Hamilton Legion          | Canadá         | 1971-1972 |
| Hamilton Croatia         | Canadá         | 1973-1976 |
| Hamilton Italo-Canadians | Canadá         | 1977-1979 |
| Buffalo Blazers          | Estados Unidos | 1980      |
| Hamilton Steelers        | Canadá         | 1981-1982 |
| Toronto Nationals        | Canadá         | 1983      |

## Selección nacional
Jugó con la selección de Canadá, donde debutó el 24 de agosto de 1972 contra México y jugó dos partidos en los Juegos Olímpicos de Montreal de 1976. También participó en los Juegos Panamericanos de 1975, participando en tres encuentros.

### Participaciones en Juegos Olímpicos
| Torneo                   | Sede     | Resultado    |
| ------------------------ | -------- | ------------ |
| Juegos Olímpicos de 1976 | Montreal | Primera fase |